# Bartini Stal-6
Die Bartini Stal-6 (russisch Бартини Сталь-6) war ein einmotoriges Experimentalflugzeug, das ab 1930 in der UdSSR entwickelt und hergestellt wurde.

## Geschichte und Konstruktion
Nach dem Wechsel zur OOS (Otdjel Opytnowo Samoljotostroenija, Abteilung für Experimentalflugzeugbau), wurde Robert Bartini zum Leiter seines eigenen Konstruktionsbüros ernannt, wo er Planungen zum Bau von Hochgeschwindigkeitsflugzeugen durchführte. Nachdem er seinen Vorschlag am 30. April 1930 dem ZKB (Zentralnoje Konstruktorskoje Bjuro, Zentrales Konstruktionsbüro) vorgelegt hatte, dauerte es jedoch noch 18 Monate, bevor die Erlaubnis gegeben wurde mit dem Projekt fortzufahren. Die Hauptkomponente der Stal-6 wurde der flüssigkeitsgekühlte Zwölfzylinder-V-Motor Curtiss Conqueror. Der Stirnwiderstand des Motors bestimmte die Breite des sich anschließenden Rumpfquerschnitts, der sich gleichmäßig über die ganze Länge unter Einbeziehung der Kabinenhaube zog, die mit der Rumpfoberkante abschloss. Das Fahrwerk bestand aus einem manuell einziehbaren Hauptrad sowie Stützspornen an den Flügelspitzen. Um den Luftwiderstand des Kühlers zu verringern, waren die Flügel doppelwandig aus Enersch-6-Edelstahl ausgeführt worden, in die zusätzlich zum konventionellen Motorkühler ein Oberflächenkühlsystem integriert wurde, das nach dem Verdampfungsprinzip arbeitete.
Die Flugerprobung begann im Herbst 1933 durch Andrei Jumaschew und Pjotr Stefanowski und ergab außergewöhnliche Leistungen und Einstellung eines sowjetischen Geschwindigkeitsrekordes. Aber auftretende Probleme mit dem Verdampfungssystem sowie die schlechte Sicht aus dem Cockpit waren unüberwindbar. Es wurde deshalb beschlossen, das Verdampfungssystem durch einen Ethylenglykolbasierten Kühlkreislauf, der einen besseren spezifischen Wärmeaustausch und eine höhere Überhitzungsgrenze aufwies, zu ersetzen und eine herkömmliche Kabine einzubauen. Der Umbau war im Mai 1934 beendet und im Folgemonat begann die staatliche Erprobung, die von vielen Pannen und Zwischenfällen, bedingt durch die schlechte Bauausführung, überschattet war. Die Tests wurden deshalb nach dem letzten Flug am 5. Oktober 1934 abgebrochen.

## Varianten
Stal-8
Die Stal-8 war das Kampfflugzeug, das direkt aus dem vorhergehenden Stal-6-Experimentalflugzeug entwickelt wurde. Der Curtiss-Conqueror-V12-Motor wurde durch einen Klimow M-100A (Lizenzbau des Hispano-Suiza 12Ybr) ersetzt. Auch hier gab dessen Querschnitt die Stromlinienform des Rumpfes vor, die sich vom Bug bis zum Heck zog, diesmal allerdings unterbrochen durch die Cockpithaube, die nach oben verlegt wurde, um die Sicht des Piloten zu verbessern. Zwei 7,62-mm-SchKAS-Maschinengewehre waren über dem Motor angebracht, die, um durch den Propellerkreis schießen zu können, mit einem Unterbrechergetriebe ausgestattet waren. Die Arbeiten begannen im November 1933. Die berechnete Höchstgeschwindigkeit lag bei 630 km/h in 3000 m Höhe, die Gipfelhöhe 9500 m.
Der Bau des Prototyps mit sperrholzverkleidetem Stahlrohrrumpf und Tragflächen mit dem Verdampfer-Kühlsystem und doppelwandiger Enersch-Beplankung war zu ungefähr 90 % abgeschlossen, als die sowjetischen Luftstreitkräfte sich Ende 1934 entschieden, das Flugzeugprojekt aufgrund der Anfälligkeit des Kühlsystems zu beenden.

## Technische Daten (Stal-6)
| Kenngröße             | Daten                                         |
| --------------------- | --------------------------------------------- |
| Besatzung             | 1                                             |
| Länge                 | 6,88 m                                        |
| Spannweite            | 9,0 m                                         |
| Flügelfläche          | 14,3 m²                                       |
| Flügelstreckung       | 5,7                                           |
| Leermasse             | 850 kg                                        |
| Startmasse            | 1080 kg                                       |
| Triebwerk             | 1 × Curtiss V-1570 Conqueror, 630 PS (463 kW) |
| Höchstgeschwindigkeit | 420 km/h                                      |
| Steiggeschwindigkeit  | 21 m/s                                        |